# Dañs Leon

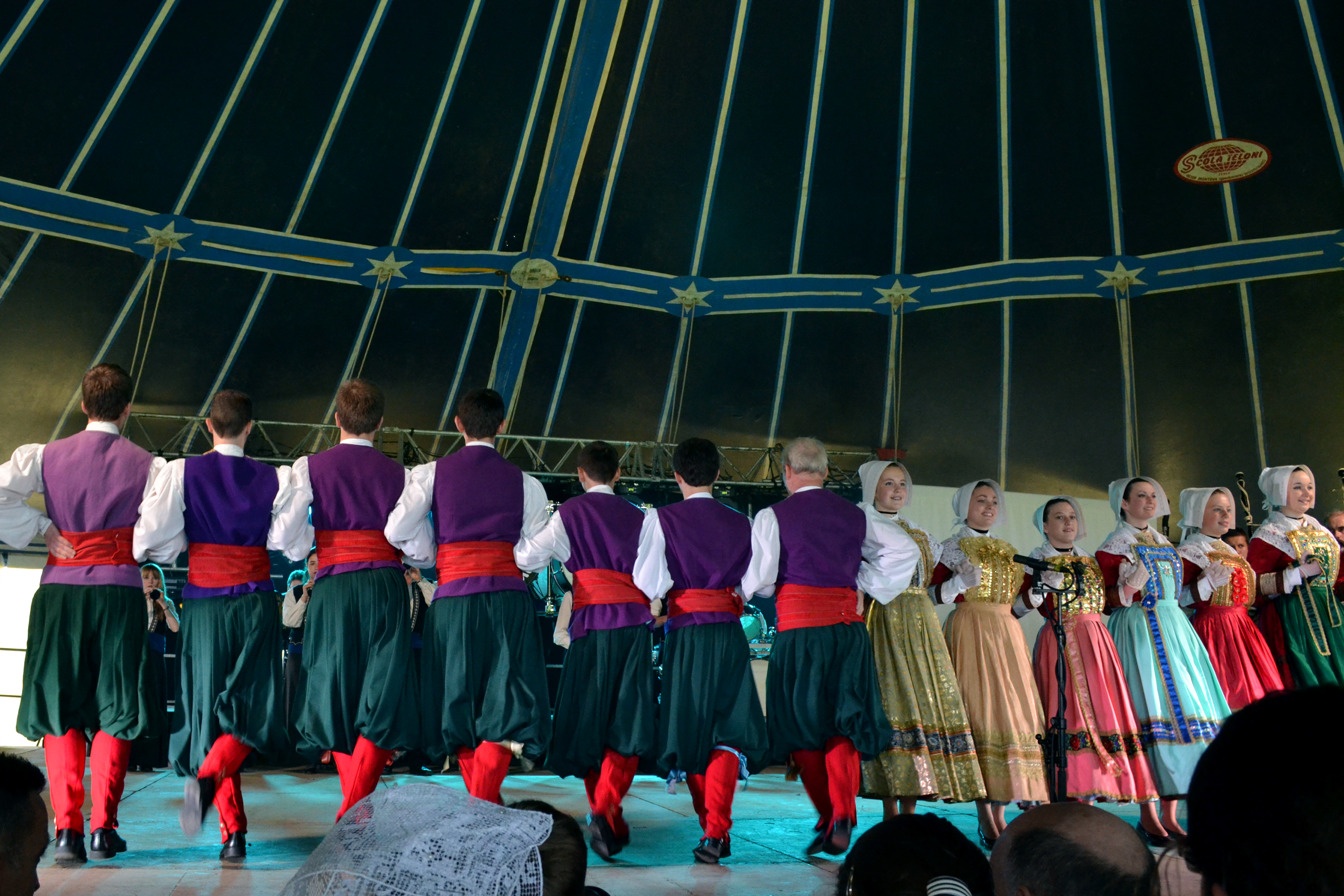
L'ensemble Bleuniadur en costumes du Pays de Léon

La Dañs Leon est une danse bretonne originaire du Léon, région située au-dessus de l'Élorn et à l'ouest du Trégor. La danse répartie les danseurs en deux lignes d'hommes et de femmes. Comme pour la Dañs Treger, elle a pour dispositif fondamental le double front. Elle s'est également éteinte au début du XXe siècle, au plus tard dans les années 1925-30 dans quelques communes les plus voisines de la Haute-Cornouaille.

## Dénominations
La dañs giz Leon pouvait prendre le nom de la localité qui lui donnait le ton, en faisait suivre giz (à la mode de) du nom de la ville. Elle est également appelée Piler-lann (pileur d'ajonc, par rapport à l'opération de broyage, sans que le lien avec la danse soit clair), Dañs a-dal ou beaucoup plus rarement Dañs a-benn (danse de tête, par opposition à une danse ronde), dañs al leur nevez (danse de l'aire neuve, une fête agricole). Piler-lann est aussi le nom d'une célèbre chanson d'accompagnement. 

## Forme

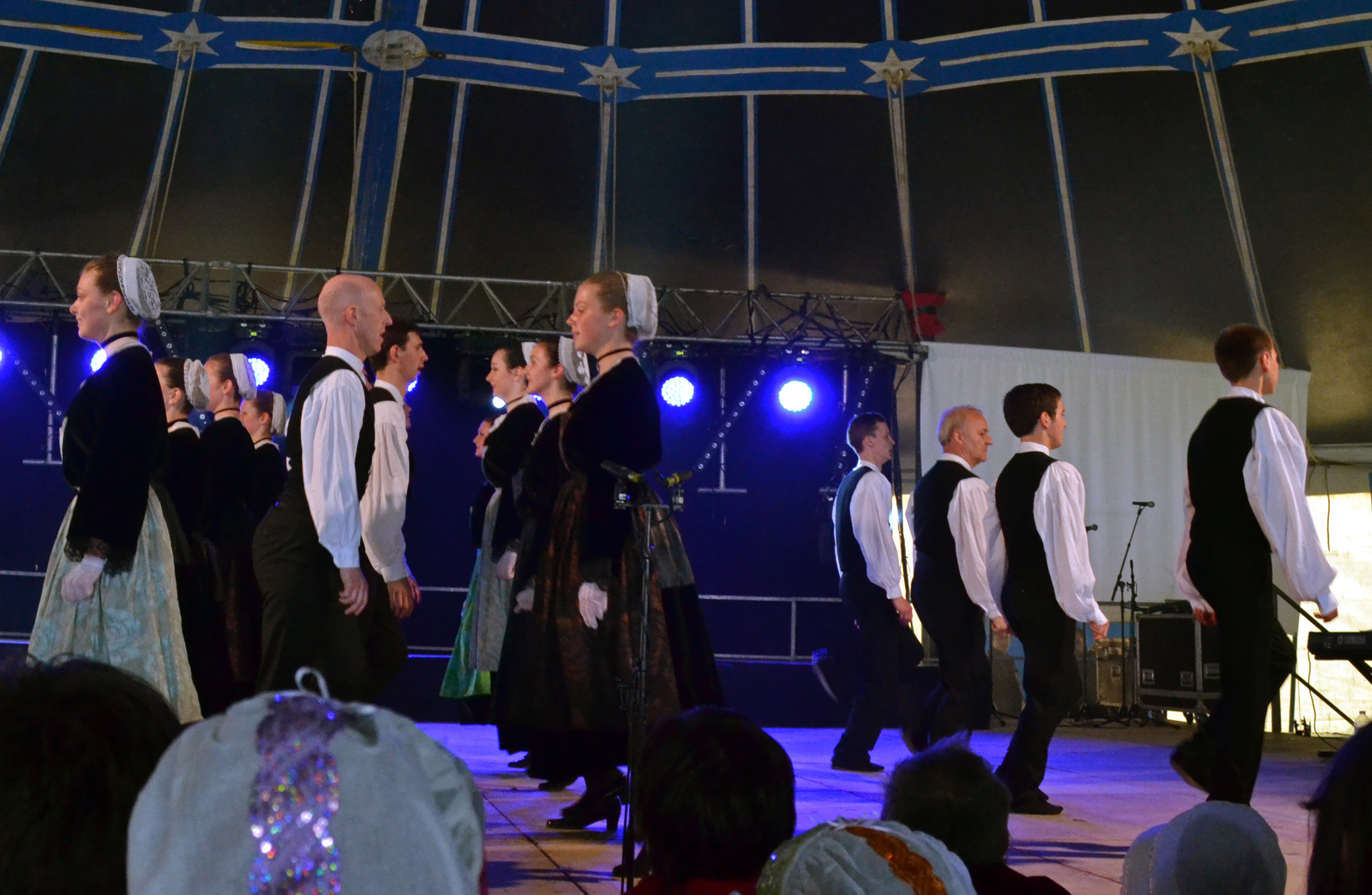
Dañs Leon par Bleuniadur

S'agissant d'une danse typiquement léonaise, elle est reconnue comme la dañs Leon (danse du Léon) par opposition à la dañs Kerne (danse de Cornouaille). La Dañs Leon se danse en double front : une ligne de femmes face à une ligne d'hommes. Les femmes effectuent un salut (petits pas, côté, salut, pas, pas, talon) tandis que les hommes font une balade puis une série de sauts.
Cette séparation des sexes, par laquelle le danseur n'a pas l'occasion de se mettre en valeur individuellement auprès d'une cavalière unique mais est invité à s'exprimer tout en tenant sa place, est un caractère archaïque qui perdure parfois dans les autres danses bretonnes entre deux phases de danses de couple.
Les mouvements renforcent l'impression d'une parenté ancienne entre la danse du Trégor et celle du Haut-Léon. La Dañs Kef (ou suite Kef) est apparentée à la Dañs Leon mais avec un tempo beaucoup plus rapide. Cette suite de danses collectées en maison de retraite, dans les années 70, se base sur un tempo de gavotte, tout comme les collecteurs originaires de ce terroir de Cornouaille la danse collectée a Landerneau n'y a jamais été dansée par des Léonards, et pourtant figure à ce terroir.

## Mouvements
Le cycle du pas est de huit temps. C'est une danse assez atypique sur plusieurs points : les hommes se tiennent par le petit doigt ou la main, le pas des hommes et le pas des femmes sont totalement différents, les hommes et les femmes progressent différemment.
L'homme réalise les quatre premiers pas de marche vers la gauche, strictement latéral à sa partenaire et se retrouve en face d'elle au temps 4, puis il réalise sur place des mouvements caractéristiques de la seconde demi-phase. Quand ils se tiennent les mains, le mouvement de bras est un simple balancement. Les femmes progressent de face, tantôt vers la gauche, tantôt vers la droite, en appui sur le pied droit, pied gauche talonné. Les bras sont le long du corps et leur balancement est de très faible ampleur.

## Répertoire et accompagnement musical
Essentiellement chanté, le répertoire d'airs de dañs Leon n'a fait l'objet d'aucune collecte importante avant sa disparition. Seuls quelques documents donnent quelques retranscriptions de notes glanées auprès d'observateurs, comme les quatre exemples « parmi ceux (...) les plus souvent entendus » de Jean-Michel Guilcher, une trentaine d'airs pour Polig Monjarret.
D'après Jean-Michel Guilcher, l'accompagnement musical est exclusivement vocal (un soliste homme ou femme alternant avec un chœur), la subdivision du temps est toujours binaire (pas ou peu de monnayage rythmique) et le tempo est modéré entre 100 et 120. Les phrases peuvent être régulières sur huit temps ou comporter un prolongement d'un temps sur le huitième temps, souvent transcrit à tort par un cinquième temps. Ce repos en fin de phrase n'est pas systématique mais l'articulation en deux motifs gestuels est constante (le premier est progressif et le second statique).